# Scamandra moorei
Scamandra moorei är en insektsart som beskrevs av Victor Lallemand 1939. Scamandra moorei ingår i släktet Scamandra och familjen lyktstritar. Inga underarter finns listade i Catalogue of Life.